# Astragalus pseudiodanthus
Astragalus pseudiodanthus är en ärtväxtart som beskrevs av Rupert Charles Barneby. Astragalus pseudiodanthus ingår i släktet vedlar, och familjen ärtväxter. Inga underarter finns listade i Catalogue of Life.